# Сумский ликёро-водочный завод
Сумский ликёро-водочный завод (укр. Сумський лікеро-горілчаний завод) — предприятие пищевой промышленности в городе Сумы Сумской области.

## История
В 1896 году в Сумах на Петропавловском выгоне был построен государственный винный склад № 7 Харьковского акцизного управления министерства финансов Российской империи, 12 июля 1897 года проживавший в городе купец II гильдии П. С. Гриненко получил патент на водочный завод, который он создал в собственном доме. В связи с действовавшей государственной винной монополией на производство водки, водочный завод Гриненко производил только наливки.
В 1898 году численность работников водочного завода составляла 100 человек, завод являлся одним из крупнейших предприятий города.
После начала Первой мировой войны 2 августа 1914 года был введён запрет на производство и продажу спиртных напитков (после революции 1917 года и во время гражданской войны не соблюдавшийся).
После восстановления Советской власти в Сумах в ноябре 1919 года бывший казённый винный склад и водочный завод Гриненко были национализированы и с начала 1920-х годов возобновили работу (при этом, винный склад стал цехом Сумского ликеро-водочного завода).
После начала Великой Отечественной войны предприятие прекратило работу. В период немецкой оккупации немцы предприняли попытку восстановить производство для собственных нужд, но завод работал недолго и не на полную мощность. При отступлении в 1943 году немцы частично разрушили завод.
22 января 1944 г. на базе склада был учрежден Сумской спиртотрест и восстановлено производство спиртных напитков.
В 1948 году было выпущено свыше 60 тысяч декалитров водки и более 11 тысяч декалитров ликеро-водочной продукции. Через два года объём производства более чем удвоился. К середине 1980-х годов предприятие выпускало около 25 наименований продукции.
В ходе антиалкогольной кампании во второй половине 1980х годов объёмы производства существенно сократились.
В советское время завод входил в число ведущих предприятий города.
После провозглашения независимости Украины завод перешёл в ведение государственного комитета пищевой промышленности Украины.
В марте 1995 года Верховная Рада Украины внесла завод в перечень предприятий, приватизация которых запрещена в связи с их общегосударственным значением.
После создания в июне 1996 года государственного концерна спиртовой и ликеро-водочной промышленности «Укрспирт», комбинат был передан в ведение концерна «Укрспирт».
18 октября 2000 года Фонд государственного имущества Украины передал завод в управление компании ООО «Горобина» (в 2012 году договор аренды был продлён до 2018 года).